# Poppy
Moriah Rose Pereira (n. 1 ianuarie 1995, Boston, Massachusetts), cunoscută drept Poppy, este o vedetă pe YouTube, fiind de asemenea și o cantautoare, și fotomodel. În 2013, Poppy s-a mutat în Los Angeles unde și-a început cariera (sub un nou nume) fiind ajutată de regizorul și muzicianul Titanic Sinclair, ambii realizând videoclipuri artistice de scurtă performanță și videoclipuri muzicale. În 2015, ea a semnat un contract cu Island Records, lansându-și albumul de debut, Bubblebath, sub numele de That Poppy.